# Route 88 (Alberta)
La Route 88, officiellement nommée la Bicentennial Highway, est une route sud / nord du nord de l'Alberta.
La route 88 débute à l'intersection avec la route 2 à Slave Lake, passe par Red Earth Creek et Fort Vermilion pour se terminer à l'intersection avec la route 58 à environ 57 km (35 mi) à l'est de High Level. Elle traverse la rivière de la Paix environ 13 km (8,1 mi) au sud de son terminus nord. La route parcourt un total de 428 km (266 mi),.

## Intersections majeures
| Municipalité rurale / spécialisée | Ville           | km                                             | Destinations                                   | Notes                      |
| --------------------------------- | --------------- | ---------------------------------------------- | ---------------------------------------------- | -------------------------- |
| M.D. Lesser Slave River No 124    | Slave Lake      | 0,00                                           | AB-2 – High Prairie, Rivière-la-Paix, Edmonton |                            |
| M.D. Opportunity No 17            |                 | 34,00                                          | AB-754 est – Wabasca-Desmarais                 | Terminus ouest de l'AB-754 |
| Comté de Northern Sunrise         |                 | 111,00                                         | AB-750 sud – Atikameg, High Prairie            | Terminus nord de l'AB-750  |
| Comté de Northern Sunrise         | 159,00          | AB-986 ouest – Little Buffalo, Rivière-la-Paix | Terminus est de l'AB-986                       |                            |
| M.D. Opportunity No 17            | Red Earth Creek | 169,00                                         | AB-686 est – Peerless Lake, Trout Lake         | Terminus ouest de l'AB-686 |
| Comté de MacKenzie                |                 | 412,00                                         | AB-697 ouest – La Crete                        | Terminus est de l'AB-697   |
| Comté de MacKenzie                | 414,00          | Traverse la rivière de la Paix                 | Traverse la rivière de la Paix                 |                            |
| Comté de MacKenzie                | 430,00          | AB-58 – High Level, John D'Or Prairie          |                                                |                            |
|                                   |                 |                                                |                                                |                            |